# منطقه تحت اشغال شوروی
منطقه تحت اشغال شوروی (آلمانی: Sowjetische Besatzungszone (SBZ) یا Ostzone، روسی: Советская оккупационная зона Германии) قسمتی از خاک آلمان بود که پس از پایان جنگ جهانی دوم در سال ۱۹۴۵ در قالب یکی از نواحی آلمان تحت اشغال متفقین به تصرف شوروی درآمد. در ۷ اکتبر ۱۹۴۵ جمهوری دموکراتیک آلمان شرقی که عموماً آن را آلمان شرقی می‌خوانند در ناحیه تحت اشغال شوروی تأسیس گشت.
مطابق آنچه در توافق پوتسدام توافق شد اداره کل نظامی اتحاد جماهیر شوروی در آلمان مسئول کنترل قسمت شرقی آلمان بود. در روزهای انتهایی جنگ و هنگامی که نیروهای بریتانیایی و آمریکایی خط تماس را با نیروهای روس ایجاد نمودند قسمت اعظمی از نواحی که قرار بود تحت کنترل شوروی باشد بیرون از دسترسی ارتش سرخ قرار داشت که طی ماه‌های آینده و بر اساس توافق‌های انجام شده این نواحی به شوروی واگذار گشت. در نواحی تحت اشغال شوروی اِن‌کاوه‌ده از کمپ‌های مخصوصی جهت بازداشت آلمانی‌ها استفاده می‌کرد که بعضی از آن‌ها همان اردوگاه‌های نازی‌ها بودند.

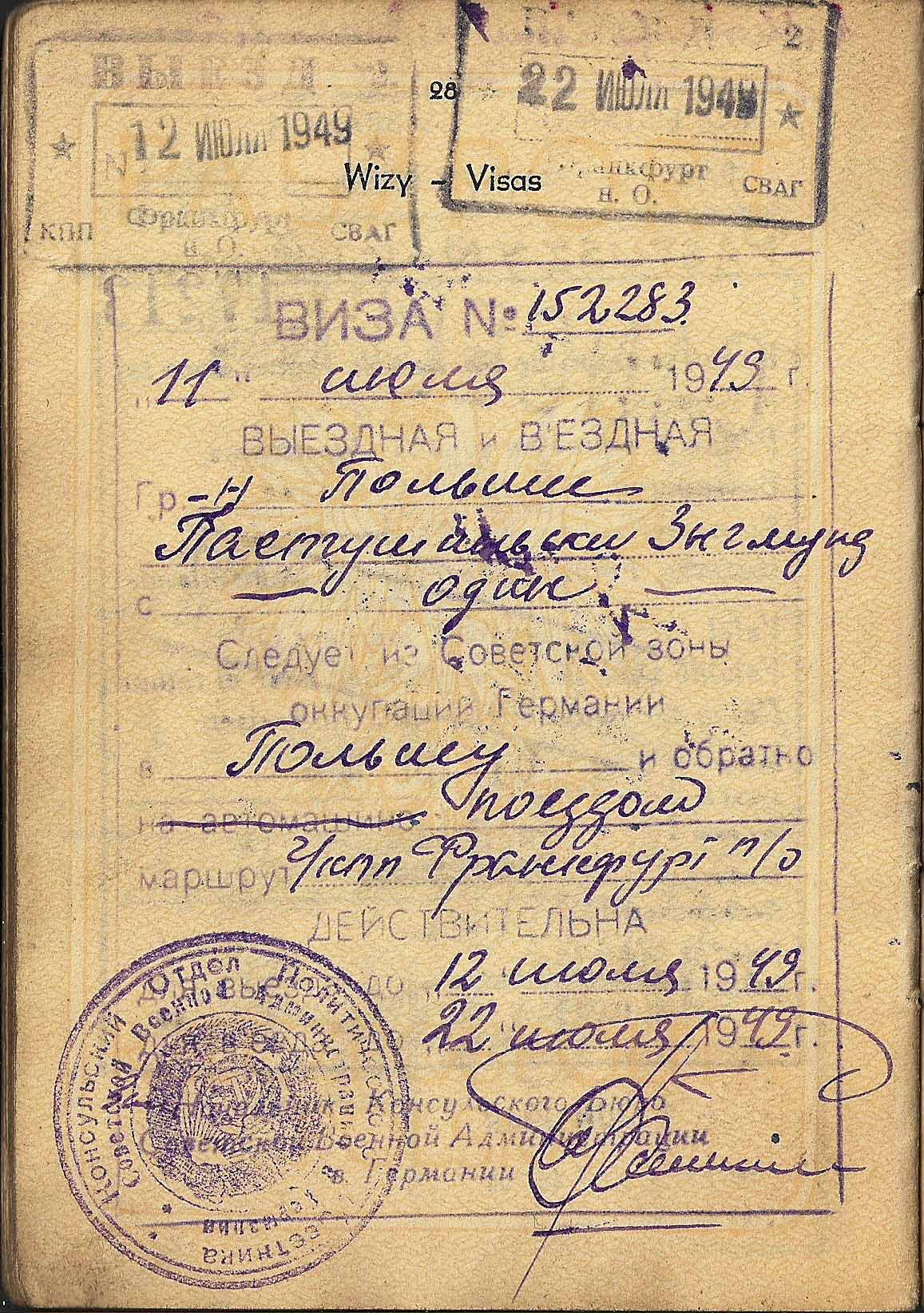
یک ویزا متعلق به سال ۱۹۴۹ از ناحیه اشغالی شوروی

در منطقه تحت کنترل شوروی چهار حزب اجازه فعالیت یافتند اما تمام آن‌ها موظف بودند که تحت اتحادی به نام جناح دموکراتیک (بعدها جبهه ملی جمهوری دموکراتیک آلمان) با یکدیگر کار کنند. در آوریل ۱۹۴۶ حزب سوسیال دموکرات آلمان و حزب کمونیست آلمان با یکدیگر متحد گشته و حزب اتحاد سوسیالیستی آلمان را تشکیل دادند که به حزب حاکم تبدیل گشت.
در سال ۱۹۵۲ و در حالی که جنگ سرد در جریان بود استالین طی یادداشتی نظر دولت‌های غربی را در جهت اتحاد نواحی اشغالی و ایجاد آلمان مستقل جویا شد. عدم علاقه دولت‌های غربی به این پیشنهاد هویت آلمان شرقی را برای چهار دهه بعد قوام بخشید.
نام‌های مثل منطقه اشغالی شوروی و مانند آن برای مدت‌ها در آلمان غربی به عنوان نام این منطقه استفاده می‌گشت. زیرا تا سال ۱۹۷۲ که دولت ویلی برانت تحت سیاست جدید شرقی ابتکار عمل را جهت بهبود روابط با بلوک کمونیست به دست گرفت وجود دولت آلمان شرقی به رسمیت شناخته نمی‌گشت.